# Nereceptorska tirozinska kinaza
Nereceptorske tirozinske kinaze (nespecifične proteinske tirozinske kinaze) su enzimi koji prenose fosfatnu grupu sa ATP-a na tirozinski ostatak proteina. Nereceptorske tirozinske kinaze su podgrupa veće klase tirozinskih kinaza. Fosforilacija proteina kinazama je važan mehanizam prenosa signala u regulaciji enzimske aktivnosti.

## Strukturne studije
Znatan broj struktura ove klase enzima je rešen: 2DM0, 2DQ7, 2E2B, 2E6I, 2EKX, 2GQG, 2H8H, 2HDA, 2HIW, 2HK5, 2HWO, 2HWP, 2HYY, 2HZ0, 2HZ4, 2HZI, 2HZN, 2IJM, 2IN6, 2IO6, 2J0J, 2J0K, 2J0L, 2J0M, 2O88, 2OF2, 2OF4, 2OFU, 2OFV, 2OG8, 2OI3, 2OIQ, 2OQ1, 2OZO, 2QOH, 2V7A, i 2Z60.

## Literatura
- Robinson DR, Wu YM, Lin SF (2000). „The protein tyrosine kinase family of the human genome”. Oncogene. 19 (49): 5548–57. PMID 11114734. doi:10.1038/sj.onc.1203957.
- Roskoski R Jr (2004). „Src protein-tyrosine kinase structure and regulation”. Biochem. Biophys. Res. Commun. 324 (4): 1155–64. PMID 15504335. doi:10.1016/j.bbrc.2004.09.171.
- Nicholas C. Price; Lewis Stevens (1999). Fundamentals of Enzymology: The Cell and Molecular Biology of Catalytic Proteins (Third изд.). USA: Oxford University Press. ISBN 019850229X.
- Eric J. Toone (2006). Advances in Enzymology and Related Areas of Molecular Biology, Protein Evolution (Volume 75 изд.). Wiley-Interscience. ISBN 0471205036.
- Branden C; Tooze J. Introduction to Protein Structure. New York, NY: Garland Publishing. ISBN 0-8153-2305-0.
- Irwin H. Segel. Enzyme Kinetics: Behavior and Analysis of Rapid Equilibrium and Steady-State Enzyme Systems (Book 44 изд.). Wiley Classics Library. ISBN 0471303097.